# Porites heronensis
Porites heronensis är en korallart som beskrevs av Veron 1985. Porites heronensis ingår i släktet Porites och familjen Poritidae. IUCN kategoriserar arten globalt som livskraftig. Inga underarter finns listade i Catalogue of Life.